# Liste des épisodes de Joséphine, ange gardien

Cet article présente la liste des épisodes de la série télévisée française Joséphine, ange gardien.  

## Diffusion
La série comporte à ce jour 22 saisons (la 22e est en cours de diffusion).
| Saison | Saison | Épisodes | France            | France            |
| Saison | Saison | Épisodes | Début de saison   | Fin de saison     |
| ------ | ------ | -------- | ----------------- | ----------------- |
|        | 1      | 1        | 15 décembre 1997  | 15 décembre 1997  |
|        | 2      | 2        | 26 janvier 1998   | 7 décembre 1998   |
|        | 3      | 4        | 25 janvier 1999   | 8 novembre 1999   |
|        | 4      | 4        | 26 février 2000   | 4 décembre 2000   |
|        | 5      | 4        | 12 février 2001   | 5 novembre 2001   |
|        | 6      | 4        | 11 mars 2002      | 25 novembre 2002  |
|        | 7      | 4        | 20 janvier 2003   | 27 octobre 2003   |
|        | 8      | 4        | 26 janvier 2004   | 25 octobre 2004   |
|        | 9      | 4        | 10 janvier 2005   | 31 octobre 2005   |
|        | 10     | 6        | 20 février 2006   | 5 mars 2007       |
|        | 11     | 6        | 27 août 2007      | 25 août 2008      |
|        | 12     | 13       | 29 septembre 2008 | 11 avril 2011     |
|        | 13     | 6        | 29 août 2011      | 1er octobre 2012  |
|        | 14     | 8        | 25 février 2013   | 24 février 2014   |
|        | 15     | 4        | 27 octobre 2014   | 9 février 2015    |
|        | 16     | 5        | 2 novembre 2015   | 25 avril 2016     |
|        | 17     | 5        | 23 août 2016      | 29 août 2017      |
|        | 18     | 4        | 16 octobre 2017   | 12 mars 2018      |
|        | 19     | 5        | 22 octobre 2018   | 26 août 2019      |
|        | 20     | 5        | 28 octobre 2019   | 13 septembre 2021 |
|        | 21     | 5        | 13 juillet 2021   | 26 juin 2023      |
|        | 22     | 5        | 25 décembre 2023  |                   |

## Liste d'épisodes

### Saison 1 (1997)
1. Le Miroir aux enfants (1)

### Saison 2 (1998)
1. L'Enfant oublié (2)
2. Le Tableau noir (3)

### Saison 3 (1999)
1. La Part du doute (4)
2. Une mauvaise passe (5)
3. Une nouvelle vie (6)
4. Une santé d'enfer (7)

### Saison 4 (2000)
1. Une famille pour Noël (8)
2. Le Combat de l'ange (9)
3. Des Cultures différentes (10)
4. Pour l'amour d'un ange (11)

### Saison 5 (2001)
1. Romain et Jamila (12)
2. La Tête dans les étoiles (13)
3. La Fautive (14)
4. La Comédie du bonheur (15)

### Saison 6 (2002)
1. La Vérité en face (16)
2. Paillettes, claquettes et champagne (17)
3. La Plus Haute Marche (18)
4. Nadia (19)

### Saison 7 (2003)
1. Le Stagiaire (20)
2. Le Compteur à zéro (21)
3. Belle à tout prix (22)
4. Sens dessus dessous (23)

### Saison 8 (2004)
1. Un frère pour Ben (24)
2. Tous en chœur (25)
3. Enfin des vacances !... (26)
4. Sauver Princesse (27)

### Saison 9 (2005)
1. Robe noire pour un ange (28)
2. Trouvez-moi le prince charmant ! (29)
3. Le Secret de Julien (30)
4. Noble cause (31)

### Saison 10 (2006-2007)
1. La Couleur de l'amour (32)
2. De toute urgence ! (33)
3. Un passé pour l'avenir (34)
4. Coupée du monde (35)
5. Remue-ménage (36)
6. L'Ange des casernes (37)

### Saison 11 (2007-2008)
1. Ticket gagnant (38)
2. Profession menteur (39)
3. Paris-Broadway (40)
4. Les deux font la paire (41)
5. Le secret des templiers (42)
6. Sur les traces de Yen (43)

### Saison 12 (2008-2011)
1. Le Festin d'Alain (44)
2. Au feu la famille ! (45)
3. Police blues (46)
4. Les Braves (47)
5. Les Majorettes (48)
6. Joséphine fait de la résistance (49)
7. Le Frère que je n'ai pas eu (50)
8. Ennemis jurés (51)
9. L'Homme invisible (52)
10. Marie-Antoinette (53)
11. Chasse aux fantômes (54)
12. Un bébé tombé du ciel (55)
13. Tout pour la musique (56)

### Saison 13 (2011-2012)
1. Un petit coin de paradis (57)
2. Liouba (58)
3. Suivez le guide (59)
4. Une prof (60)
5. Un monde de douceur (61)
6. Yasmina (62)

### Saison 14 (2013-2014)
1. Le Cirque Borelli (63)
2. En roue libre (64)
3. Pour la vie (65)
4. De père en fille (66)
5. Les Anges (67)
6. Restons zen (68)
7. Double foyer (69)
8. Tango (70)

### Saison 15 (2014-2015)
1. Le sourire de la momie (71)
2. Les Boloss (72)
3. Légendes d'Armor (73)
4. Tous au zoo (74)

### Saison 16 (2015-2016)
1. Belle mère, belle fille (75)
2. Papa est un chippendale (76)
3. Dans la tête d'Antoine (77)
4. Carpe Diem (78)
5. Je ne vous oublierai jamais (79)

### Saison 17 (2016-2017)
1. Le secret de Gabrielle (80)
2. Enfants, mode d'emploi (81)
3. La parenthèse enchantée (82)
4. Sur le cœur (83)
5. Tes qi toi ? (84)

### Saison 18 (2017-2018)
1. La femme aux gardénias (85)
2. Le mystère des pierres qui chantent (86)
3. Un pour tous (87)
4. Trois campeurs et un mariage (88)

### Saison 19 (2018-2019)
1. Graines de chef (89)
2. 1998-2018, Retour vers le futur (90)
3. Un Noël recomposé (91)
4. L'incroyable destin de Rose Clifton (92)
5. Enfin libres ! (93)

### Saison 20 (2019-2021)
1. L'esprit d'Halloween (94)
2. Disparition au lycée (95)
3. Trois anges valent mieux qu’un ! (96)
4. Mon fils de la lune (97)
5. Haute couture (98)

### Saison 21 (2021-2023)
1. Les perchés (99)
2. Ma petite-fille, ma bataille (100)
3. Les patins de l’espoir (101)
4. S'aimer de toute urgence (102)
5. À toute épreuve (103)

### Saison 22 (2023-2025)
1. Chanter sa vie (104)
2. Les sirènes (105)
3. La guerre des papas (106)
4. Magique ! (107)
5. Le livre de Joséphine (108)